# Polytechnische Universität Hauts-de-France
Die Polytechnische Universität Hauts-de-France (französisch Université polytechnique Hauts-de-France; UPHF) ist eine staatliche Universität in der nordfranzösischen Stadt Valenciennes.
Bis 2018 trug sie den Namen Université de Valenciennes et du Hainaut-Cambrésis.

## Geschichte
Die Gründung der Volluniversität erfolgte im Jahre 1968. Die UPHF ist eine vergleichsweise kleine und überschaubare Universität, die, bis auf Medizin, Studiengänge aus allen Bereichen anbietet. Die Forschung in Valenciennes hat sich im Bereich Transportwesen, Informationstechnik und Wirtschaftsingenieurwesen einen Namen gemacht.
Neben vier Campussen in Valenciennes selbst (Mont Houy, Les Tertiales, le Moulin, Ronzier) hat die Hochschule noch zwei Außenstellen, in Cambrai und in Maubeuge.